# Onorificenze giordane
Decorazioni, onorificenze e medaglie concesse dal Regno Hascemita di Giordania. Nella pagina le decorazioni sono indicate per ordine di precedenza e di importanza.

## Onorificenze civili
Onorificenze

### Ordine di Hussein ibn' Ali
Cavaliere di Collare dell'Ordine di Hussein ibn' Ali
 Cavaliere di Gran Cordone dell'Ordine di Hussein ibn' Ali

### Ordine Supremo del Rinascimento
Cavaliere di Gran Cordone dell'Ordine Supremo del Rinascimento
 Grand'Ufficiale dell'Ordine Supremo del Rinascimento
 Commendatore dell'Ordine Supremo del Rinascimento
 Ufficiale dell'Ordine Supremo del Rinascimento
 Cavaliere dell'Ordine Supremo del Rinascimento
 Medaglia dell'Ordine Supremo del Rinascimento

### Ordine della Stella Hashemita
Cavaliere dell'Ordine della Stella Hashemita

### Ordine della Stella di Giordania
Cavaliere di Gran Cordone dell'Ordine della Stella di Giordania
 Grand'Ufficiale dell'Ordine della Stella di Giordania
 Commendatore dell'Ordine della Stella di Giordania
 Ufficiale dell'Ordine della Stella di Giordania
 Cavaliere dell'Ordine della Stella di Giordania
 Medaglia dell'Ordine della Stella di Giordania

### Ordine dell'Indipendenza
Cavaliere di Gran Cordone dell'Ordine dell'Indipendenza
 Grand'Ufficiale dell'Ordine dell'Indipendenza
 Commendatore dell'Ordine dell'Indipendenza
 Ufficiale dell'Ordine dell'Indipendenza
 Cavaliere dell'Ordine dell'Indipendenza
 Medaglia dell'Ordine dell'Indipendenza

### Ordine di al-Hussein
Cavaliere di Gran Cordone dell'Ordine di al-Hussein
 Commendatore dell'Ordine di al-Hussein
 Cavaliere dell'Ordine di al-Hussein

### Ordine di Re Abdullah II
Cavaliere di Gran Cordone dell'Ordine di Re Abdullah II
 Grand'Ufficiale dell'Ordine di Re Abdullah II
 Commendatore dell'Ordine di Re Abdullah II
 Ufficiale dell'Ordine di Re Abdullah II
 Cavaliere dell'Ordine di Re Abdullah II
 Medaglia dell'Ordine di Re Abdullah II

### Ordine del Centenario
Cavaliere di Gran Cordone dell'Ordine del Centenario
 Grand'Ufficiale dell'Ordine del Centenario
 Commendatore dell'Ordine del Centenario
 Ufficiale dell'Ordine del Centenario
 Cavaliere dell'Ordine del Centenario
 Medaglia dell'Ordine del Centenario

## Onorificenze militari

### Ordine al Merito Militare
Cavaliere di Gran Cordone dell'Ordine al Merito Militare
 Grand'Ufficiale dell'Ordine al Merito Militare
 Commendatore dell'Ordine al Merito Militare
 Ufficiale dell'Ordine al Merito Militare
 Cavaliere dell'Ordine al Merito Militare

### Medaglie
| Nastro | Onorificenza |
| ------ | --- |
|        | Medaglia di al-Hussein per l'Eccellenza |
|        | Medaglia d'Onore |
|        | Medaglia per il lungo servizio |
|        | Medaglia al Coraggio (classi bronzo, argento e oro) |
|        | Medaglia per il servizio |
|        | Medaglia per i feriti di guerra (una barra per ogni ferita riportata) |
|        | Medaglia per la competenza del comando |
|        | Medaglia per competenze tecniche ed amministrative |
|        | Medaglia per la competenza dell'addestramento |
|        | Medaglia per il giubileo d'argento di Re Hussein (1977) |
|        | Medaglia per il giubileo dei 40 anni di regno di Hussein (1992) |
|        | Medaglia per l'ascensione al trono di Re Abdullah II (1999) |
|        | Medaglia per la Riconciliazione e la Concordia |
|        | Medaglia commemorativa della presa di Ma'an (1918, Regno dell'Hegiaz) |
|        | Medaglia dell'Indipendenza araba (1921, Regno dell'Hegiaz) |
|        | Medaglia delle operazioni militari congiunte (1942) Conosciuta anche come Medaglia commemorativa della campagna in Iraq e Siria                                                              |
|        | Medaglia per la Vittoria nella guerra del 1939-1945 (1945) Conosciuta anche come Medaglia commemorativa della Seconda guerra mondiale                                                        |
|        | Medaglia per le operazioni militari in Palestina (1948) Conosciuta anche come Medaglia al servizio di guerra                                                                                 |
|        | Medaglia per il servizio alla Giordania (1958), medaglia privata istituita da Re Hussein per i militari britannici che prestarono servizio tra le file giordane dal 1946 alla crisi del 1958 |
|        | Medaglia commemorativa della battaglia di Karamah (1968) |
|        | Medaglia di guerra del Gran ramadan (1974) Conosciuta anche come Medaglia commemorativa per la guerra del kippur                                                                             |
|        | Medaglia per le operazioni di mantenimento della pace |